# Records du FC Nantes
Cette page recense les records du Football Club de Nantes.

## Records internes du club en championnat de France
- Série d'invincibilité sur une saison[1] :

en D1/L1 : 32 matchs de suite sans défaite sur une saison en 1994-1995
- Plus larges victoires à l'extérieur[2] :

en D1/L1 : 1-6 à Cannes en 1965-1966, 0-5 à Laval en 1978-1979, 0-5 à Strasbourg en 2000-2001
en D2/L2 : 1-5 à Douai en 1947-1948, 1-5 à Forbach en 1959-1960, 3-7 à Troyes en 1962-1963,
- Plus larges victoires à domicile :

en D1/L1 : 7-0 face à Nancy en 1970-1971, Montpellier en 1981-1982, Nice en 1996-1997
en D2/L2 : 8-0 face à Montpellier en 1956-1957
- Plus larges défaites à l'extérieur :

en D1/L1 : 6-0 à Marseille en 1990-1991 / 7-1 à Monaco en 2024-2025
en D2/L2 : 9-0 à Sochaux en 1946-1947
- Plus larges défaites à domicile :

en D1/L1 : 0-6 face à Lyon en 2016-2017
en D2/L2 : 0-6 face au Havre en 1949-1950
- Record d'affluence : 44 297 spectateurs (27 janvier 1985, Nantes-Bordeaux)

## Records internes des joueurs
- Meilleur buteur en un match : Philippe Gondet, 4 buts (Nantes-Red Star 7-2, 20 octobre 1965[4])